# Boričje
Boričje är ett samhälle i Montenegro. Det ligger i den nordvästra delen av landet, 80 km norr om huvudstaden Podgorica. Boričje ligger 1 191 meter över havet och antalet invånare är 134.
Terrängen runt Boričje är huvudsakligen kuperad, men söderut är den bergig. Runt Boričje är det ganska glesbefolkat, med 48 invånare per kvadratkilometer. Närmaste större samhälle är Plužine, 6,6 km väster om Boričje. Trakten runt Boričje består till största delen av jordbruksmark.